# Mark Ormrod (historien)
Pour les articles homonymes, voir Mark Ormrod et Ormrod.
William Mark Ormrod (1er novembre 1957 - 2 août 2020) est un historien britannique spécialiste du Moyen Âge tardif anglais.

## Biographie
Mark Ormrod naît à Neath, dans le sud du pays de Galles, en 1957. Il obtient son diplôme au King's College de Londres en 1979 et soutient en 1984 une thèse de doctorat à l'université d'Oxford sur l'administration d'Édouard III entre 1346 et 1356.

### Carrière universitaire
Ormrod enseigne quelque temps à l'université de Sheffield, à l'université Queen's de Belfast et au St Catharine's College de Cambridge, puis il obtient un poste de maître de conférences à l'Université d'York en 1990, où il est promu professeur en 1995. Il y dirige le centre d'études médiévales (1998-2001 et 2002-2003) et occupe diverses fonctions institutionnelles jusqu'à sa retraite académique en 2017,.

### Activités institutionnelles
Ormrod est membre de la Royal Historical Society, conseiller de la Pipe Roll Society, administrateur du Richard III and Yorkist History Trust et membre de la Society of Antiquaries of London. Il est rédacteur en chef de la Yorkshire Archaeological Press, de la York Medieval Press et du projet Parliament Rolls of Medieval England (PROM). Il participe au projet England's Immigrants, 1350–1550. Il est l'auteur d'un ouvrage sur Édouard III,.
Il meurt à l'âge de 62 ans le 2 août 2020.

### Hommages
Un recueil de mélanges intitulé Monarchy, State, and Political Culture est publié en juillet 2020. Un prix Mark Ormrod, décerné annuellement à une thèse de doctorat en histoire médiévale de l’université d'York est créé en son honneur.

## Publications
- Winner and Waster and its Contexts: Chivalry, Law and Economics in Fourteenth-Century England, Cambridge, 2021.
- Women and Parliament in Later Medieval England, London, 2020.
- Edward III, London 2011 (English Monarchs series).
- Political Life in Medieval England, 1300–1450, Basingstoke / New York, 1995.
- The Reign Of Edward III: Crown and Political Society in England, 1327-1377, 1990
- England in the Fourteenth Century: Proceedings of the 1985 Harlaxton Symposium, Woodbridge, 1986.
- A Social History of England, 1200-1500, avec Rosemary Horrox, Cambridge 2006.
- Fourteenth Century England, Woodbridge, 2004.
- Time in the Medieval World, avec C. Humphrey, York / Woodbridge 2001.
- The Problem of Labour in Fourteenth Century England, with J. Bothwell and P.J.P. Goldberg, York / Woodbridge, 2000.
- The Evolution of English Justice: Law, Politics and Society in the Fourteenth Century, avec Anthony Musson, Basingstoke / New York, 1999.
- (codir.) Migrants in Medieval England, c. 500-c. 1500, avec Joanna Story et Elizabeth M. Tyler, Oxford, Oxford University Press, 2020[10].
- England’s Immigrants 1330–1550, avec Craig Taylor, Nicola McDonald, et al., York / Londres, 2020.
- Parliament Rolls of Medieval England, with Chris Given-Wilson, Paul Brand, Anne Curry, Rosemary Horrox, Geoffrey Martin et J.R.S. Phillips, Woodbridge, Leicester, 2005.